# Штитарица (Вучитрн)
Штитарица (алб. Shtitaricë) је насеље у општини Вучитрн, Косово и Метохија, Република Србија. Према попису становништва из 2011. године, село је имало 788 становника, укључујући и 788 Албанаца.

## Географија
Село је у равници, збијеног типа. Оранице су са смоничавом и растреситом земљом и на њима успевају све житарице и воће. Прикључено је на градски водовод и систем за наводњавање. Око железничке станице има један број телефонских прикључака. Смештено је на падини планине Чичавице, поред железничке станице Вучитрн. Удаљено је од Вучитрна око 4 км. Кроз село протиче Прони Чешмес (Чесмин поток)

## Историја
Име села дошло је по средњовековном занимању његовог становништва (израда штитова), као и имена многих чичавичких села: Стреоце, Шавци, Уљаре, Дрваре, Коло. У турском попису области Бранковића из 1455. уписано је под истим именом са 52 српске куће и попом Редулином. Срби су се раселили средином 19. века, када су дошли Албанци из Љуми Барде из Северне Албаније и мухаџири из топличке Велике Плане, тако да се садашњи житељи Албанци презивају по овом селу - Плана. Године 1922. досељене су две куће на добијену земљу. Своје гробље немају, већ се укопавају у Пантини и Вучитрну. Приликом досељавања најстаријег арбанашког рода (Мехола) у селу су живели Срби. Као да садашњи Албанци у селу не знају јесу ли ти Срби имали своју земљу или били чифчије у некога. Наводе само да је предак Мехола (Хаџи Зећир) заједно са Шишковићима из Вучитрна купио село од некога (Хаџи Зећир 1/3, а Шишковићи 2/3) и уселио се у њ. По усељењу Мехола и довођењу чифчија Арбанаса на сеоски део Шишковића Срби чифчије су се раселили.

## Порекло становништва по родовима
Подаци о пореклу становништва су из 1939. године.
- Мехол (5 к.), (алб. Mëhole) од фиса Гаша. Доселили се из Љуми Барда у Сев. Албанији. Прво су „пали“ у Тараџу, па у Букош и најзад у Штитарицу средином 19. века, пошто су купили земљу у њој. Појасеви у 1934. од досељења у Штитарицу: Хаџи Зећир, Кариман, Азем, Адем (45 година).
- Арифовић (алб. Arifi) (2 к.), од фиса Бериша. Доселио се из Дубове (Пећ) после Мехола. Био чифчија у Шишковића.
- Умић (8 к.), од фиса Тсача. Доселио се као мухаџир 1878. из В. Плане у Топлици.
- Белешковић (3 к.), (алб. Beleshku) поисламљени и поарбанашени Срби. На ислам прешли у Топлици, одакле су се доселили 1878 (из В. Плане) као мухаџири заједно са осталим мухаџирима свога села и свога краја.
- Јашаровић (алб. Jashari) (1 к.), од фиса Гаша. Досељен 1913. из Кошутова (К. Митровица) за чифчију.

Колонисти:
- Секулићи (1 к.). Досељени 1922. из долине Ибра ниже К. Митровице.

## Демографија
Број становника на пописима:
| Година       | 1948 | 1953 | 1961 | 1971 | 1981 | 1991 | 2011 |
| ------------ | ---- | ---- | ---- | ---- | ---- | ---- | ---- |
| Становништво | 300  | 374  | 451  | 661  | 814  | 879  | 788  |

|  |

## Етнички састав
| Националност | 2011.      |
| Албанци      | 788 (100%) |
| Укупно       | 788        |

Према попису из 2011. године Албанци су у овом месту чинили већину.